# Вектор — оптична лабораторія
Вектор — оптична лабораторія (ВОЛ) — українська благодійна організація, що безкоштовно ремонтує оптику для військових.
Головна мета організації — забезпечити військових справними оптичними приладами. Ремонт у ВОЛ обходиться в 10-20 % від вартості нового приладу. Станом на січень 2024 року майстерня відремонтувала понад 10 000 оптико-електронних приладів  та дронів загальною вартістю понад 30 млн євро.

## Історія
Лабораторія була заснована у 2015 році військовими волонтерами Ігорем Федірко та Андрієм Височиним. Запуск обійшовся в 55 000 грн. До команди долучилися висококласні інженери, які спочатку працювали на волонтерських засадах. За 2015 рік майстерня полагодила 349 приладів загальною вартістю близько 700 000 євро, за 2016—757 приладів загальною вартістю 1,9 млн євро, а за 2017—594 прилади загальною вартістю приблизно 1,32 млн євро. У грудні 2017 через брак коштів організація почала приймати комерційні замовлення. Від лютого 2022 року через повномасштабну агресію Російської Федерації кількість запитів від військових значно виросла і майстерня повернулася до волонтерської роботи.
За 2023 рік ВОЛ безоплатно відремонтували 2546 приладів для Сил Оборони України.

## Діяльність
Зараз в команді працює сім інженерів, які щоденно приймають та ремонтують оптичну техніку для військових. Організація співпрацює з відомими фондами «Повернись живим», «Фонд Сергія Притули», «Народний Тил», «Армія SOS» та іншими
Також майстерня приймає рештки зламаної техніки для розбирання на запчастини.
ВОЛ безкоштовно ремонтує:
- Тепловізори спостереження та приціли
- Біноклі та бінокуляри
- Прилади нічного бачення спостереження та приціли
- Метеостанції балістичні
- Підзорні труби, телескопи, монокуляри

З липня 2023 року фонд запустив новий напрямок з ремонту квадрокоптерів цивільного призначення.

## Фінансування
Фінансування майстерні відбувається виключно через пожертви благодійників — приватних осіб та представників бізнесу через різноманітні фінансові системи.

## Відзнаки
1 грудня 2015 року Ігор Федірко був відзначений медаллю Української православної церкви Київського патріархату «За жертовність і любов до України»
10 жовтня 2022 року ВОЛ отримала подяку від військової частини А1261 за підтримку Збройних Сил України